# Wohn- und Wirtschaftsgebäude Niederhörne 7
Das Wohn- und Wirtschaftsgebäude Niederhörne 7 im niedersächsischen Elsfleth, Ortsteil Moorriem, Bauerschaft Neuenbrok/Niederhörne im Landkreis Wesermarsch, stammt aus dem 19. Jahrhundert.

Aktuell (2023) wird es als Wohnhaus genutzt.
Das Gebäude steht unter Denkmalschutz (siehe auch Liste der Baudenkmale in Elsfleth).

## Geschichte
Die Marschhufensiedlung Moorriem mit den verschiedenen Bauerschaften erstreckt sich über etwa 16 Kilometer, wurde nach 1062 gegründet und erhielt im 14. Jahrhundert die heutige Struktur mit den schmalen, oft extrem langgestreckten Parzellen. Im Abstand von ca. 50 bis 100 Metern liegen zahlreiche Hofstellen auf Wurten.
Das eingeschossige giebelständige niedrige Wohn- und Wirtschaftsgebäude als Zweiständer-Hallenhaus in Fachwerk mit Backsteinausfachungen, mit reetgedecktem auf profilierten Knaggen beidseitig vorkragendem Krüppelwalmdach und Niedersachsengiebeln mit Uhlenloch sowie der Grooten Door mit Korbbogen, stammt aus der ersten Hälfte des 19. Jahrhunderts; der Wirtschaftsgiebel hat die Bezeichnung 1898. Der Wohnteil wurde in dieser Zeit in Backstein erneuert. Die Zweiständerkonstruktion ist innen erhalten, hingegen wurde das Innere durch Ausbau verändert. Ein südlicher Stallanbau in Fachwerk mit Backsteinausfachungen und reetgedecktem Krüppelwalm steht am Wirtschaftsgiebel.
Auf dem tiefen Grundstück steht das Gebäude auf einer Wurt sowie weitere nicht denkmalgeschützte Nebengebäude.
Das Landesdenkmalamt befand: „… Das Wohn-/Wirtschaftsgebäude des Hofes Niederhörne 7 hat als Teil der Gruppe ‚Hofanlagen Niederhörne 1, 3 und 7‘ hat eine geschichtliche Bedeutung … .“